# Juan Deusa
Juan Deusa (Tumaco, Colombia; 31 de octubre de 1992) es un futbolista colombiano que juega como defensa en Trujillanos Fútbol Club de la Segunda División de Venezuela.

## Clubes
| Club                     | País     | Año       |
| ------------------------ | -------- | --------- |
| Boyacá Chicó             | Colombia | 2011-2013 |
| Universitario de Popayán | Colombia | 2014-2015 |
| Deportes Quindío         | Colombia | 2016-2019 |